# メデトカン・シェリムクロフ
メデトカン・シェリムクロフ（1939年11月17日 - ）は、キルギスタンの政治家、外交官。駐イラン非常全権大使。ソ連8月クーデター時の最高会議議長だった。

## ソ連時代
ソクルクスキー地区チャパエヴォ村（現ソクルク地区ジュィラムィシュ）出身。
1967年、キルギス国立大学、1970年、モスクワ国立大学大学院を卒業。
- 1970年～1971年 - キルギス国立大学講師
- 1971年～1973年 - キルギス共産党中央委員会科学・教育施設課教官
- 1973年～1976年 - キルギス国立大学党委員会書記
- 1976年～1980年 - 党イスィク・クラ州委員会書記
- 1980年～1985年 - キルギス共産党宣伝・扇動課主任
- 1985年 - キルギス体育大学学長
- 1985年～1987年 - キルギス共産党中央委員会附属コムソモール管理部議長
- 1987年12月～1990年 - キルギス共産党イデオロギー担当中央委員会書記
- 1990年12月11日～1994年 - キルギスタン最高会議議長

第11期、第12期キルギスタン最高会議代議員。ソ連8月クーデター時には、「でしゃばらずに、待つこと」を提案した。

## キルギス共和国時代
1994年、ナゴルノ・カラバフ平和調停CIS議会間部会議長。1995年、大統領に立候補したが、3％未満しか得票できなかった。
1995年からキルギス国立大学政治学教授代行、戦略研究・国務・政治科学教育センター教授。
1998年11月2日～2002年7月15日、駐トルコ非常全権大使。2000年2月、故郷のソクルスキー地区からジョゴルク・ケネシ人民代表議会に出馬しようとしたが、過去3年以上の居住という立候補資格がなかったため、登録を拒否された。
2007年6月8日から駐イラン非常全権大使。

## パーソナル
妻帯、3児を有する。
哲学科学準博士、政治科学博士（論文テーマは、「キルギスタンにおける議会制度の樹立と発展」）。
2004年10月5日、CIS加盟国議会間総会勲章を受章。